# Butch Moore
Butch Moore (Dublin, 10 januari 1938 - Verenigde Staten, 3 april 2001) was een Iers zanger.

## Biografie
Moore brak door in 1958 met de Capitol Showband. De groep kende succes aan het begin van de jaren zestig. In 1961 tourde hij door de Verenigde Staten. Vier jaar later nam hij deel aan de Ierse preselectie voor het Eurovisiesongfestival 1965. Met het nummer I'm walking the streets in the rain ging hij met de zegepalm aan de haal, waardoor hij de allereerste Ierse vertegenwoordiger op het Eurovisiesongfestival werd. In het Italiaanse Napels eindigde hij op een respectabele zesde plaats.
Na zijn passage op het Eurovisiesongfestival ging het snel bergaf met zijn muzikale carrière. In 1970 verhuisde hij naar de Verenigde Staten, waar hij twee jaar later trouwde met de Ierse zangeres Maeve Mulvany. Samen vormden ze Butch N Maeve, die zowel ballades als popnummers brachten. Hij overleed aan een hartaanval in 2001, en werd begraven in zijn geboortestad Dublin.
1965: Butch Moore · 
1966: Dickie Rock · 
1967: Sean Dunphy · 
1968: Pat McGeegan · 
1969: Muriel Day · 
1970: Dana · 
1971: Angela Farrell · 
1972: Sandie Jones · 
1973: Maxi · 
1974: Tina Reynolds · 
1975: The Swarbriggs · 
1976: Red Hurley · 
1977: The Swarbriggs Plus Two · 
1978: Colm Wilkinson · 
1979: Cathal Dunne · 
1980: Johnny Logan · 
1981: Sheeba · 
1982: The Duskeys · 
1984: Linda Martin · 
1985: Maria Christian · 
1986: Luv Bug · 
1987: Johnny Logan · 
1988: Jump the Gun · 
1989: Kiev Connolly & The Missing Passengers · 
1990: Liam Reilly · 
1991: Kim Jackson · 
1992: Linda Martin · 
1993: Niamh Kavanagh · 
1994: Paul Harrington & Charlie McGettigan · 
1995: Eddie Friel · 
1996: Eimear Quinn · 
1997: Marc Roberts · 
1998: Dawn Martin · 
1999: The Mullans · 
2000: Eamonn Toal · 
2001: Gary O'Shaughnessy · 
2003: Mickey Harte · 
2004: Chris Doran · 
2005: Donna & Joe · 
2006: Brian Kennedy · 
2007: Dervish · 
2008: Dustin the Turkey · 
2009: Sinéad Mulvey & Black Daisy · 
2010: Niamh Kavanagh · 
2011: Jedward · 
2012: Jedward · 
2013: Ryan Dolan · 
2014: Can-linn feat. Kasey Smith · 
2015: Molly Sterling · 
2016: Nicky Byrne · 
2017: Brendan Murray · 
2018: Ryan O'Shaughnessy · 
2019: Sarah McTernan · 
2021: Lesley Roy · 
2022: Brooke · 
2023: Wild Youth · 
2024: Bambie Thug · 
2025: Emmy